# إل بارال
بلدية إل بارال (بالإسبانية: El Parral) هي بلدية تقع في مقاطعة آبلة التابعة لمنطقة قشتالة وليون وسط إسبانيا.

## الديموغرافيا
يبلغ عدد سكان بلدية إل بارال 112 نسمة عام 2011 (وفقاً للمعهد الوطني للإحصاء الإسباني).
| 137 | 132 | 130 | 122 | 120 | 115 | 112 |

## أعلام
- خوسيه فرناندو راميريز